# Collège de France

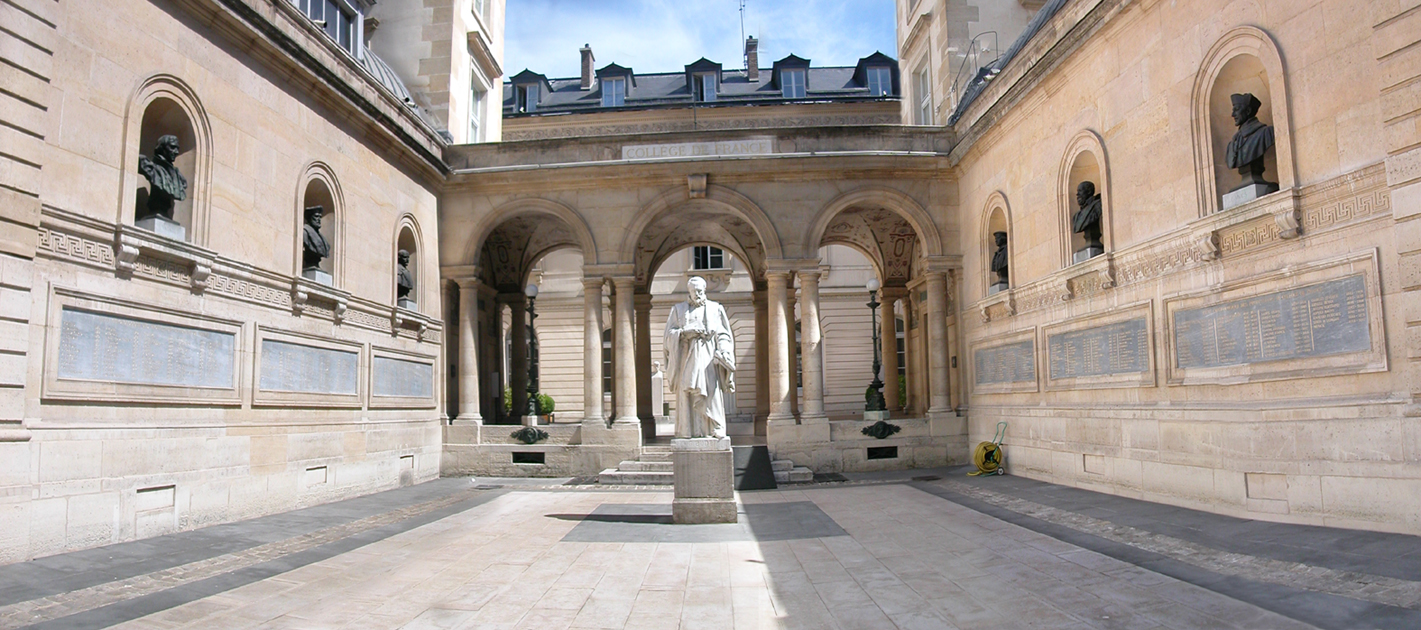
Dziedziniec Collège de France

Collège de France (Kolegium Francuskie) – wyższa szkoła mieszcząca się w Paryżu, założona w 1530 roku przez francuskiego króla Franciszka I (do 1795 roku nosiła nazwę Collegium Regium Galliarum). Jej założeniem było zdobywanie wiedzy, a nie stopni naukowych. Collège de France jest zorganizowany wokół katedr, ale nie są one ustalone raz na zawsze. Kolegium profesorskie może dowolnie tworzyć nowe i zamykać katedry wakujące.
Wykładowcami byli tutaj między innymi: 
- humaniści: Adam Mickiewicz, Ernest Renan, Paul Valery, Raymond Aron, Alfred Loisy, Charles Dupuis, Henri Bergson, Jean-François Champollion, Claude Lévi-Strauss, Michel Foucault, Jerzy Grotowski;
- przedstawiciele nauk ścisłych i przyrodniczych: Frédéric Joliot-Curie, Claude Cohen-Tannoudji, Jean Dausset, Jean-Baptiste Joseph Delambre, Pierre-Gilles de Gennes, François Jacob, Pierre-Louis Lions, Jean-Marie Lehn, Jacques Monod, Alain Connes, Jacques Tits.